# سنجاب آفتاب روونزوری
سنجاب آفتاب روونزوری (نام علمی: Heliosciurus ruwenzorii) نام یک گونه از سرده سنجاب آفتاب است.